# Марано-Вічентіно
Марано-Вічентіно (італ. Marano Vicentino, вен. Maran Vixentin) — муніципалітет в Італії, у регіоні Венето, провінція Віченца.
Марано-Вічентіно розташоване на відстані близько 440 км на північ від Рима, 80 км на північний захід від Венеції, 19 км на північний захід від Віченци.
Населення — 9622 особи (2014).
Щорічний фестиваль відбувається у понеділок після 16 липня. Покровитель — Annunciazione Maria Vergine.

## Демографія
Населення за роками:

Станом на 1 січня 2023 року в муніципалітеті офіційно проживали 534 іноземці з 52 країн, серед них 136 громадян країн Євросоюзу та 18 громадян України.

## Сусідні муніципалітети
- Мало
- Сан-Віто-ді-Легуццано
- Скіо
- Тієне
- Цане